# Agrilus ruficollis
Agrilus ruficollis är en skalbaggsart som först beskrevs av Fabricius 1787.  Agrilus ruficollis ingår i släktet Agrilus och familjen praktbaggar. Inga underarter finns listade i Catalogue of Life.